# Erythranthe tilingii
Erythranthe tilingii är en gyckelblomsväxtart som först beskrevs av Eduard August von Regel, och fick sitt nu gällande namn av Guy L. Nesom. Erythranthe tilingii ingår i släktet Erythranthe och familjen gyckelblomsväxter. Inga underarter finns listade i Catalogue of Life.